# Taphrina sadebeckii
Taphrina sadebeckii  (лат.) — вид грибов рода тафрина (Taphrina) отдела аскомицеты (Ascomycota), паразит ольхи (Alnus). Вызывает пятнистость листьев.

## Описание
На листьях образуются немногочисленные пятна размерами до 1 см, округлые или неправильной формы, выпуклые, но без утолщения листовой пластинки, жёлтого или сероватого цвета.
Мицелий межклеточный.
Сумчатый слой («гимений») восковидный, сероватый, развивается на нижней стороне листьев.
Аски восьмиспоровые, размерами 17—65×10—21 мкм, цилиндрические с округлой или туповатой расширенной верхушкой. Базальные клетки (см. в статье Тафрина) почти кубические, 13—30×10—23 мкм, шире асков.
Аскоспоры эллипсоидальные или округлые, 4—6×3,5—5 мкм, обычно почкуются в асках.
Спороношение наблюдается в июне — сентябре.

## Распространение и хозяева
Поражает ольху чёрную (Alnus glutinosa).
Taphrina sadebeckii распространена в Европе от Британских островов до Татарстана и Челябинской области России (кроме Пиренеев, Франции, Балкан), на Кавказе (Грузия) и в Азии (Иран, Япония).

## Близкие виды
- Taphrina epiphylla очень мало отличается по микроскопическим признакам; обитает на нескольких видах ольхи, вызывает образование «ведьминых мётел». По мнению некоторых исследователей Taphrina sadebeckii является летней формой Taphrina epiphylla.
- Taphrina viridis имеет аски меньших размеров, вызывает сходные симптомы у душекии Duschekia alnobetula.